# 向日市立向陽小学校
向日市立向陽小学校（むこうしりつ こうようしょうがっこう）は、京都府向日市向日町にある公立小学校。

## 概要
明治5年に開校した勝山校を起源とする小学校である。向日市の中心部に位置する。高度経済成長期には乙訓郡で初となる鉄筋コンクリート校舎が建てられた。現在この学校には校舎が3つあり、最も南の校舎が職員室などのある校舎で、それ以外の校舎が教室がある校舎である。2022年(令和4年)で開校から150年となり記念セレモニーが行われた。

## 沿革
- 1872年（明治5年）11月 - 勝山校創設
- 1877年（明治10年） - 物集女校（分校）開校
- 1886年（明治19年）3月 - 物集女校（分校）を統合
- 1887年（明治20年）7月 - 向陽尋常小学校へ改称
- 1910年（明治43年）7月 - 本館新築、校歌制定
- 1941年（昭和16年）4月 - 国民学校令により、乙訓郡向陽国民学校へ改称
- 1947年（昭和22年）4月 - 乙訓郡向日町立向陽小学校へ改称
- 1949年（昭和24年）7月 - 学校給食開始
- 1952年（昭和27年）5月 - 講堂竣工
- 1961年（昭和34年）4月 - 鉄筋コンクリート校舎（第1校舎）竣工
- 1960年（昭和35年）10月 - プール新設
- 1964年（昭和39年）4月 - 第2向陽小学校開校（校内に併設）
- 1966年（昭和41年）4月 - 第2向陽小学校を新校地に移転
- 1969年（昭和44年）11月 - 第2校舎を一部3階建て鉄筋校舎に改築
- 1971年（昭和46年）4月 - 第3向陽小学校を分離
- 1972年（昭和47年）10月 - 市制施行により向日市立向陽小学校へ改称
- 1974年（昭和49年）3月 - 第3校舎を一部鉄筋コンクリート校舎へ改築
- 1975年（昭和50年）4月 - 第5向陽小学校を分離
- 1985年（昭和60年）9月 - 運動場改修工事竣工
- 1988年（昭和63年）4月 - 体育館竣工
- 1993年（平成5年）3月 - 玄関棟竣工
- 1994年（平成6年）8月 - コンピューター教室設置
- 2011年（平成23年）9月 - 北校舎の建て替え工事が着工[1]
- 2012年（平成24年）8月 - 北校舎の建て替え工事が竣工予定[1]
- 2022年 (令和4年) 11月23日 向陽小学校創立150周年式典を開催

## 主な進学先
- 向日市立勝山中学校
- 向日市立寺戸中学校

## 交通
- JR京都線 向日町駅下車
- 阪急京都本線 西向日駅下車

## 通学区域が隣接している学校
- 向日市立第6向陽小学校
- 向日市立第3向陽小学校
- 向日市立第5向陽小学校
- 長岡京市立長岡第七小学校
- 長岡京市立長岡第十小学校
- 京都市立上里小学校